# سادک

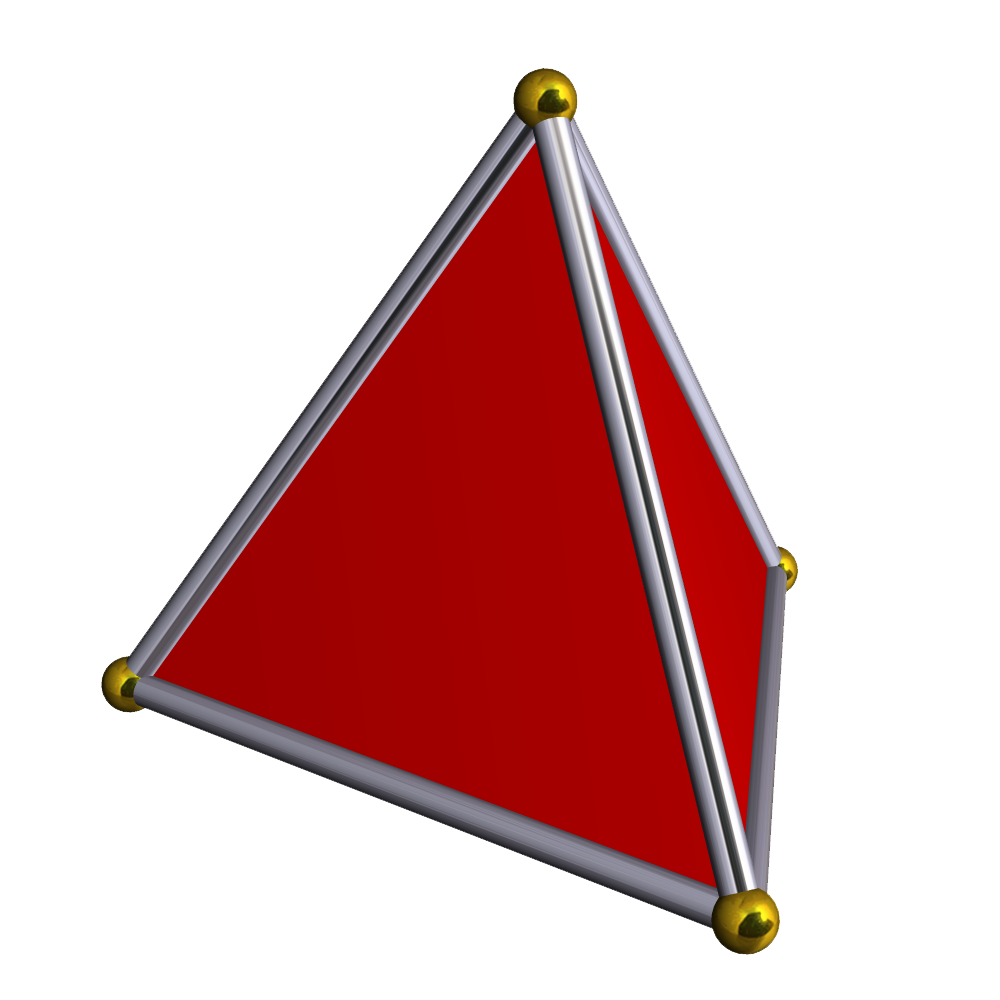
۳-سیمپلکس منتظم

در هندسه، سادک یا سیمپلکس (انگلیسی: simplex) عنوانی است که به تعمیم مفهوم مثلث یا چهاروجهی در بعد‌های بالاتر گفته می‌شود؛ یعنی یک k-سیمپلکس چندبری است در فضای k بعدی، که پوش محدب k+1 راس خود است. برای مثال ۲-سیمپلکس همان مثلث، ۳-سیمپلکس چهاروجهی، ۴-سیمپلکس ۵-خانه و … است. به همین شکل، نقطه ۰-سیمپلکس و پاره‌خط ۱-سیمپلکس محسوب می‌شوند.
یک سیمپلکس منتظم سیمپلکسی است که چندبر متنظم هم باشد. یک n-سیمپلکس منتظم را می‌توان با متصل کردن تعدادی (n-1)-سیمپلکس به هم ساخت.

## مثال‌ها

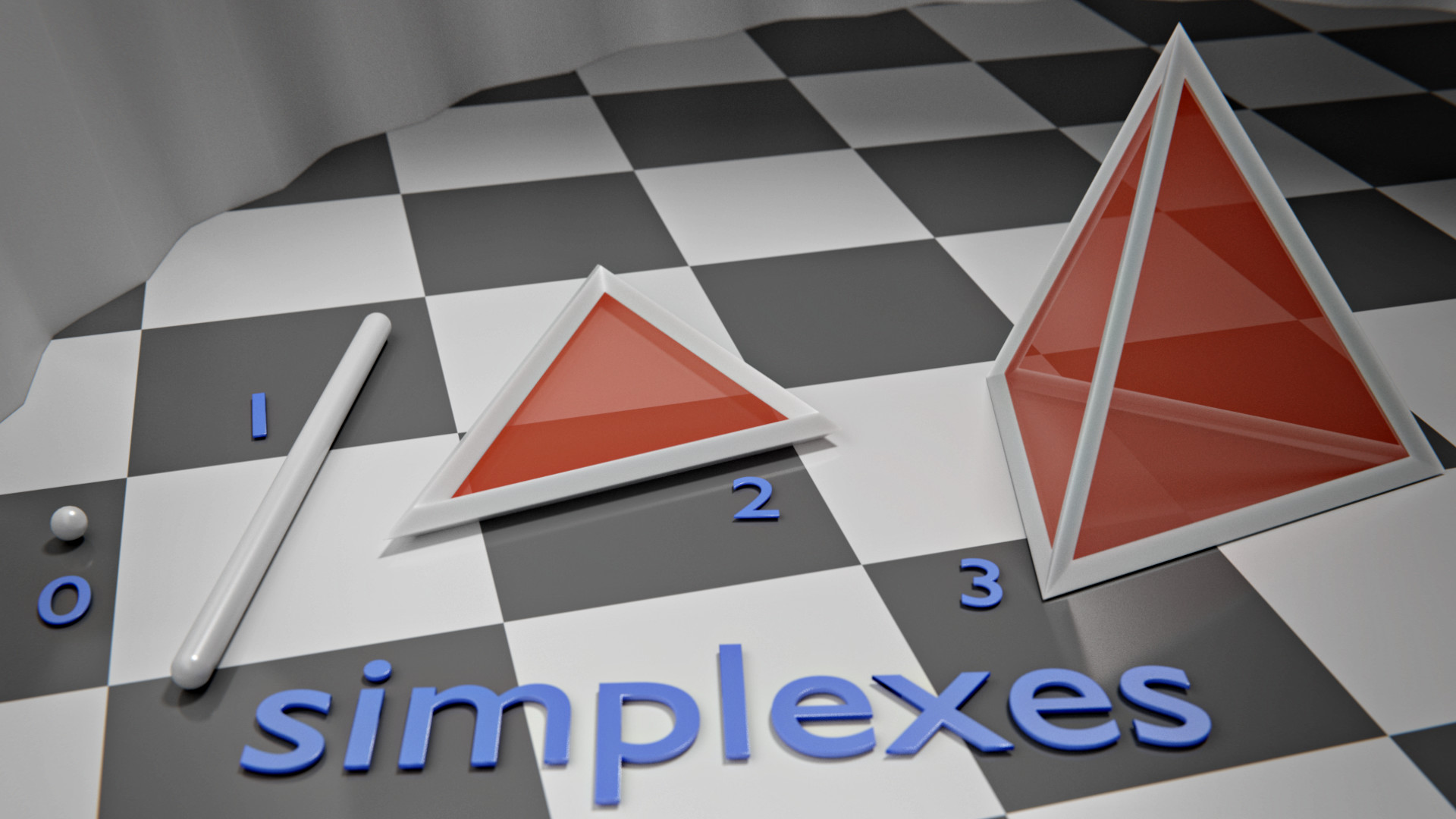
چهار سیمپلکسی که می‌توان آنها را در فضای سه‌بعدی نشان داد

- یک ۰-سیمپلکس همان نقطه (هندسه) است.
- یک ۱-سیمپلکس همان پاره‌خط است.
- یک ۲-سیمپلکس همان مثلث است.
- یک ۳-سیمپلکس همان چهاروجهی است.
- یک ۴-سیمپلکس همان ۵-خانه است.